# 卡普里亚诺-德尔科莱
卡普里亚诺-德尔科莱（義大利語：Capriano del Colle），是意大利布雷西亚省的一个市镇。总面积13平方公里，人口4426人，人口密度340.5人/平方公里（2009年）。国家统计（ISTAT）代码为017037。